# Thang đo nguy hiểm va chạm kỹ thuật Palermo
Thang đo nguy hiểm va chạm kỹ thuật Palermo là thang đo lôgarit được các nhà thiên văn học sử dụng để đánh giá mức độ nguy hiểm tiềm tàng của va chạm của một vật thể gần Trái Đất (NEO). Nó kết hợp hai loại dữ liệu — xác suất va chạm và suất động năng ước tính — thành một giá trị "nguy hiểm" duy nhất. Đánh giá 0 có nghĩa là nguy hiểm tương đương với nguy hiểm nền (được định nghĩa là rủi ro trung bình trong nhiều năm cho đến ngày xảy ra va chạm tiềm năng, do các vật thể có cùng kích thước hoặc lớn hơn gây ra). Đánh giá +2 sẽ cho thấy mức độ nguy hiểm cao gấp 100 lần so với sự kiện nền ngẫu nhiên. Các giá trị thang đo nhỏ hơn -2 phản ánh các sự kiện gần như không có hậu quả có thể xảy ra, trong khi các giá trị của thang đo giữa -2 và 0 chỉ ra các tình huống đáng để theo dõi và giám sát cẩn thận. Một thang đo tương tự nhưng ít phức tạp hơn là thang đo Torino, được sử dụng cho các mô tả đơn giản hơn trong các môi trường phi khoa học.
Tại thời điểm tháng 8 năm 2020, hai tiểu hành tinh có giá trị thang đo Palermo tích lũy lớn hơn -2: (29075) 1950 DA là -1,42 và 101955 Bennu là -1,69. Tiếp theo là năm thiên thể có giá trị thang đo Palermo tích lũy lớn hơn -3,0: 99942 Apophis là -2,78, 1979 XB là -2,80, 2000 SG344 là -2,84, 2009 JF1 là -2,88 và 2007 FT3 là -2,99. Tiếp theo có 22 thiên thể có giá trị thang đo Palermo tích lũy lớn hơn -4,0, với hai trong số này được phát hiện trong năm 2020: 2020 FT3 là -3,81 và 2020 FA5 là -3,86.

## Thang đo
Thang đo so sánh khả năng của va chạm tiềm năng đã phát hiện với rủi ro trung bình do các vật thể cùng kích thước hoặc lớn hơn gây ra trong nhiều năm cho đến ngày xảy ra tác động tiềm năng. Rủi ro trung bình này từ các va chạm ngẫu nhiên được gọi là rủi ro nền. Giá trị của thang đo Palermo, P, được xác định theo phương trình:
{\displaystyle P\equiv \log _{10}{\frac {p_{i}}{f_{B}T}}}
trong đó
- pi là xác suất va chạm.
- T là khoảng thời gian mà pi được xem xét.
- fB là tần suất va chạm nền.

Tần suất va chạm nền được xác định đối với mục đích này là:
{\displaystyle f_{B}={\frac {3}{100}}E^{-{\frac {4}{5}}}{\text{ yr}}^{-1}\;}
trong đó ngưỡng năng lượng E được đo bằng megaton, yr là đơn vị của T chia cho một năm.

## Đánh giá dương
Thiên thể gần Trái Đất (89959) 2002 NT7 là thiên thể gần Trái Đất đầu tiên được chương trình NEO gần nhất của NASA phát hiện, có giá trị thang đo là +0,06, chỉ ra một mối đe dọa cao hơn rủi ro nền. Giá trị này sau đó đã được hạ xuống sau khi người ta thực hiện thêm nhiều đo đạc. (89959) 2002 NT7 không còn được coi là gây ra bất kỳ rủi ro nào và đã bị xóa khỏi Bảng rủi ro Sentry vào ngày 1 tháng 8 năm 2002.
Vào tháng 9 năm 2002, đánh giá cao nhất trong thang đo Palermo là tiểu hành tinh (29075) 1950 DA, với giá trị +0,17 cho một vụ va chạm có thể xảy ra vào năm 2880. Đến tháng 12 năm 2015, đánh giá đã giảm xuống còn -1,42.
Trong một khoảng thời gian ngắn vào cuối tháng 12 năm 2004, với cung quan sát 190 ngày, tiểu hành tinh (99942) Apophis (khi đó được biết đến với định danh tạm thời 2004 MN4) đã giữ kỷ lục về các giá trị thang đo Palermo cao nhất, với giá trị là +1,10 cho một vụ va chạm có thể xảy ra vào năm 2029. Giá trị +1,10 chỉ ra rằng một vụ va chạm với thiên thể này được coi là gần gấp 12,6 lần so với sự kiện nền ngẫu nhiên: 1 trên 37 thay vì 1 trên 472. Với quan sát tiếp theo đến năm 2016 thì không có rủi ro đáng kể nào từ Apophis tại bất kỳ ngày nào đang xem xét.